# 奥田紀宏
奥田 紀宏（おくだ のりひろ、1953年〈昭和28年〉8月19日 - ）は、日本の外交官。

## 人物・経歴
神奈川県出身。栄光学園中学校・高等学校を経て、1974年（昭和49年）東京大学法学部在学中に外務公務員採用上級試験に合格した。翌1975年（昭和50年）東大法学部第二類を卒業し、外務省に入省、アラビア語研修を受けたアラビスト。
- 1987年（昭和62年）7月 国際連合日本政府代表部一等書記官
- 1990年（平成2年）1月 在サウジアラビア日本国大使館一等書記官
- 1992年（平成4年）1月 参事官
- 1992年（平成4年）4月 条約局法規課法規調整官
- 1993年（平成5年）8月 中近東アフリカ局中近東第二課長
- 1995年（平成7年）7月 経済協力局無償資金協力課長
- 1997年（平成9年）8月 在アメリカ合衆国日本国大使館参事官
- 1999年（平成11年）1月 駐米公使
- 2000年（平成12年）9月 大臣官房外務参事官兼経済局
- 2002年（平成14年）1月 大臣官房外務参事官兼中東アフリカ局
- 2004年（平成16年）1月 大臣官房外務参事官兼国際情報局
- 2004年（平成16年）7月 アフガニスタン駐箚特命全権大使
- 2006年（平成18年）8月 中東アフリカ局長
- 2008年（平成20年）7月 国際連合日本政府代表部次席代表、特命全権大使（国連次席大使）
- 2010年（平成22年）8月 エジプト駐箚特命全権大使[1][2]
- 2013年（平成25年）3月 カナダ駐箚特命全権大使兼国際民間航空機関政府代表部大使
- 2015年（平成27年）2月17日 サウジアラビア駐箚特命全権大使[3]
- 2018年（平成30年）5月1日 東京海上日動火災保険顧問[4]

## 同期
- 河相周夫（12年外務事務次官・10年内閣官房副長官補）
- 別所浩郎（12年駐韓大使・10年外務審議官）
- 谷崎泰明（13年外務省研修所長・10年駐ベトナム大使）
- 三輪昭（14年関西担当大使・10年駐ブラジル大使・08年駐ポルトガル大使）
- 鈴木庸一（13年駐フランス大使・10年駐シンガポール大使）
- 持田繁（10年国連事務総長副特別代表）
- 門司健次郎（13年ユネスコ代表部大使・10年駐カタール大使）
- 渥美千尋（11年駐アイルランド大使・08年駐パキスタン大使）
- 山口寿男（07年駐ノルウェー大使・06年駐イラク大使）
- 岸野博之（13年駐ラオス大使・10年駐エチオピア大使）
- 水城幾雄（10年駐パナマ大使）
- 江川明夫（13年駐スロバキア大使・10年駐ザンビア大使）
- 竹内春久（13年駐シンガポール大使・11年駐沖縄担当大使・08年駐イスラエル大使）
- 西林万寿夫（13年駐ギリシャ大使・10年兼北極担当大使・12年文化交流担当大使・09年駐キューバ大使）
- 篠塚保（12年国際テロ対策・組織犯罪対策協力担当兼サイバー政策担当大使・09年駐バングラデシュ大使）
- 蒲原正義（13年駐カザフスタン大使・12年査察担当大使・9年駐グルジア大使）
- 森元誠二（13年駐スウェーデン大使・08年駐オマーン大使）
- 小林祐武（98年外務省経済局総務参事官室課長補佐）
- 椿秀洋（12年駐ボリビア大使）
- 庄司隆一（11年駐ナイジェリア大使）
- 清水武則（11年駐モンゴル大使）
- 福田米蔵（11年駐ジンバブエ大使）
- 隈丸優次（13年駐カンボジア大使）
- 藤田順三（13年駐ウガンダ大使）
- 丸尾眞（12年科学技術協力担当大使・10年駐キルギス大使）
- 名井良三（13年駐アンゴラ大使）
- 大部一秋（13年駐ウルグアイ大使）